# Hallund (Brønderslev Kommune)
 For alternative betydninger, se Hallund. (Se også artikler, som begynder med Hallund)
Hallund er en gammel landsby i Vendsyssel med 287 indbyggere  (2024), beliggende i Hallund Sogn. Landsbyen ligger i Brønderslev Kommune og hører til Region Nordjylland.
Granitkirken Hallund Kirke menes at være opført i 1100-tallet.
Landsbyen var før i tiden centrum i et opland med Søndersigen i syd, Nymark mod vest, Kølskegaard mod nord og Røgelhede mod øst. I dag har landsbyen mistet sin centrale betydning.
Hallund forpassede muligheden for at få jernbanen ført tættere på, og stationen placeredes i Røgelhede. Et lokalt skrift udgivet 1930 viser at samtiden var klar over fejltagelsen, men for sent.
Erhvervsmanden N.S. Høm er opvokset i Hallund.

## Historie
Hallund bestod i 1682 af 14 gårde og 3 huse med jord. Det samlede dyrkede areal udgjorde 302,5 tønder land skyldsat til 54,09 tønder hartkorn. Dyrkningsformen var alsædejord og udmark.
Hallund beskrives omkring århundredeskiftet således: "Hallund med Kirke, Skole, Apotek, Distriktslægebolig, Forsamlingshus (opf. 1895), Kro, Andelsmejeri, Bageri, Farveri og Købmandsforretn." Hallund havde i 1916 106 indbyggere.
Hallund fortsatte sin udvikling i mellemkrigstiden og efter 2. verdenskrig: i 1921 havde byen 221 indbyggere, i 1925 253, i 1930 223, i 1935 232, i 1945 247, i 1950 270, i 1955 264, i 1960 318 og i 1965 377 indbyggere.